# Salzburger Annalen
Als Salzburger Annalen bezeichnet man historiographische Aufzeichnungen des bayerisch-österreichischen Raumes vom 8. bis 10. Jahrhundert.
Die ältesten Aufzeichnungen sind die Annales Iuvavenses antiqui, die um 830 begonnen und später bis 842 bzw. 976 fortgesetzt wurden. Zusammen mit den um 1150 entstandenen Annalen, die im Admonter Codex erhalten sind, bilden sie die Annales Iuvavenses maximi, die für die frühe bayerisch-österreichische Geschichte zentrale Quellen sind.
Die Annales Sancti Ruperti schließlich wurden im späten 12. Jahrhundert im Salzburger Stift St. Peter angelegt. Sie enthalten die vorherigen Aufzeichnungen, beginnen selbständig im Jahr 1180, enden im Jahr 1286 und wurden später bis 1327 weitergeschrieben.

## Editionen
- Monumenta Germaniae Historica Scriptores 9 und 30/2